# Антарес (ракета-носитель)
«Антарес» (англ. Antares) — одноразовая ракета-носитель, разработанная Orbital Sciences Corporation для запуска полезных грузов массой до 8,0 т на низкую опорную орбиту. Первый запуск осуществлён 21 апреля 2013 года. Названная в честь одной из ярчайших звёзд земного неба, Антареса, ракета-носитель до 12 декабря 2011 года носила название «Таурус-2» (англ. Taurus II).
Orbital Sciences Corporation использует «Антарес» для запуска своих беспилотных грузовых космических кораблей «Сигнус» по программам НАСА по доставке грузов частными компаниями на Международную космическую станцию (МКС). В дополнение, ракета может быть использована для малых и средних миссий[прояснить].

## История
1 октября 2012 года в Среднеатлантическом региональном космопорте были начаты проливочные и огневые испытания ракеты, однако с 26 октября были приостановлены на несколько дней из-за угрозы со стороны урагана «Сэнди». После успешного завершения комплекса испытаний был произведён первый тестовый запуск.
22 февраля 2013 года были успешно проведены огневые испытания первой ступени.
Пятый запуск, произведённый в октябре 2014 года, был произведён неудачно, что повлекло за собой смену используемых двигателей в первой ступени.
Для шестого запуска с уже новыми двигателями была произведена модификация ранее выпущенной первой ступени под эти двигатели. 31 мая 2016 года был произведён первый прожиг первой ступени, как подготовка и испытание работы новой модификации с двигателями РД-181.
Прожиг показал неучтённую вибрацию, в результате чего был перенесён запланированный на 6 июля запуск Cygnus CRS OA-5.
Потребовались доработки, включая замену привода двигателя. Также были обнаружены посторонние частицы в пневматической системе, попавшие туда от наземного испытательного оборудования, не используемого при реальных запусках.

## Конструкция

### Первая ступень
Поскольку компания Orbital имела недостаточно опыта по работе с большими жидкостными ступенями и криогенными компонентами, для работы по первой ступени «Антареса» был заключён контракт с ГП КБ «Южное» (Украина), разработчиком ракет космического назначения серии «Зенит». Зона ответственности ГП КБ «Южное» включает в себя топливный отсек первой ступени. Основной задачей КБ «Южное» является разработка и контроль изготовления на заводе «Южмаш» топливных баков и пневмогидравлической системы первой ступени, включая шар-баллоны высокого давления. Двигательный отсек с двигателями AJ-26, производимыми путем модификации двигателей НК-33 СНТК им Кузнецова является зоной ответственности американской стороны.

### Двигатель первой ступени
Первоначально в первой ступени были установлены два кислород-керосиновых ракетных двигателя AJ-26 — разработанная компанией «Аэроджет» и лицензированная в США модификация советского двигателя НК-33 для использования на американских ракетах-носителях (применялась только в «Антаресе»). Двигатели НК-33 были изготовлены в 1970-х годах и куплены в середине 1990-х годов фирмой «Аэроджет Рокетдайн» по цене 1 млн долларов США у СНТК им. Кузнецова. Модификация двигателя создавалась путём снятия некоторой оснастки с оригинальных НК-33, добавления американской электроники, адаптации двигателя к производимому в США топливу, а также оснащения карданным шарниром для управления вектором тяги.
Данная версия была предназначена для запуска полезных грузов массой до 5,5 т на низкую опорную орбиту.
В конце 2013 года, в связи с ограниченным количеством двигателей AJ-26, компания Orbital Sciences организовала тендер, в котором помимо других участников участвовали две российские компании: «Кузнецов» и НПО «Энергомаш». В мае 2014 года было объявлено, что двигателем, который заменит ныне не производимый AJ-26 (НК-33), будет
РД-181, разработанный компанией «НПО Энергомаш» специально для «Антареса». Однокамерный двигатель РД-181 представляет собой версию двигателя РД-191. Преимуществом РД-181 перед НК-33 является его более высокая тяга, что позволит ракете «Антарес» выводить на орбиту полезную нагрузку бо́льшей массы. Кроме того, двигатель «Энергомаша» будет поставляться в Америку в уже готовом виде.
22 мая 2014 года на огневых испытаниях произошла нештатная ситуация с двигателем AJ-26: по некоторым данным, двигатель взорвался. Это привело к переносу очередной миссии на МКС, Cygnus CRS Orb-2.
После аварии, произошедшей при запуске в октябре 2014 года, было объявлено о замене двигателя первой ступени AJ-26 на двигатель РД-181, независимо от наличия доступных AJ-26. В декабре 2014 года был заключен контракт между Orbital и НПО «Энергомаш», который обязался поставить 20 двигателей с ценой договора 224,5 млн долларов США, с возможностью опциона на закупку дополнительных двигателей РД-181 после 31 декабря 2021 года. Первые два двигателя Orbital Sciences Corporation получила уже в июне 2015 года. В эту сумму входит не только стоимость двигателя, но и целый набор услуг: лётная подготовка, установка двигателя на ракету, проведение испытаний. Летом 2018 был заключен контракт на поставку ещё 4-х двигателей РД-181.

### Вторая ступень
Вторая ступень твердотопливная с двигателем Castor 30, разработанным Alliant Techsystems, является модификацией первой ступени Castor 120 ракеты-носителя «Таурус-1», которая в свою очередь является модификацией первой ступени МБР Peacekeeper. В различных компоновках РН на второй ступени возможно использование нескольких модификаций Castor — 30A, 30B или 30XL. Последний вариант, 30XL, входит в стандартную конфигурацию и является увеличенной версией предыдущих вариантов ступени.

### Третья ступень
РН допускает добавление третьей ступени — «Star-48BV» или «BTS»; в данном случае масса полезной нагрузки, выводимой на НОО, может быть увеличена до 7000 кг.

## История запусков

### Первый запуск

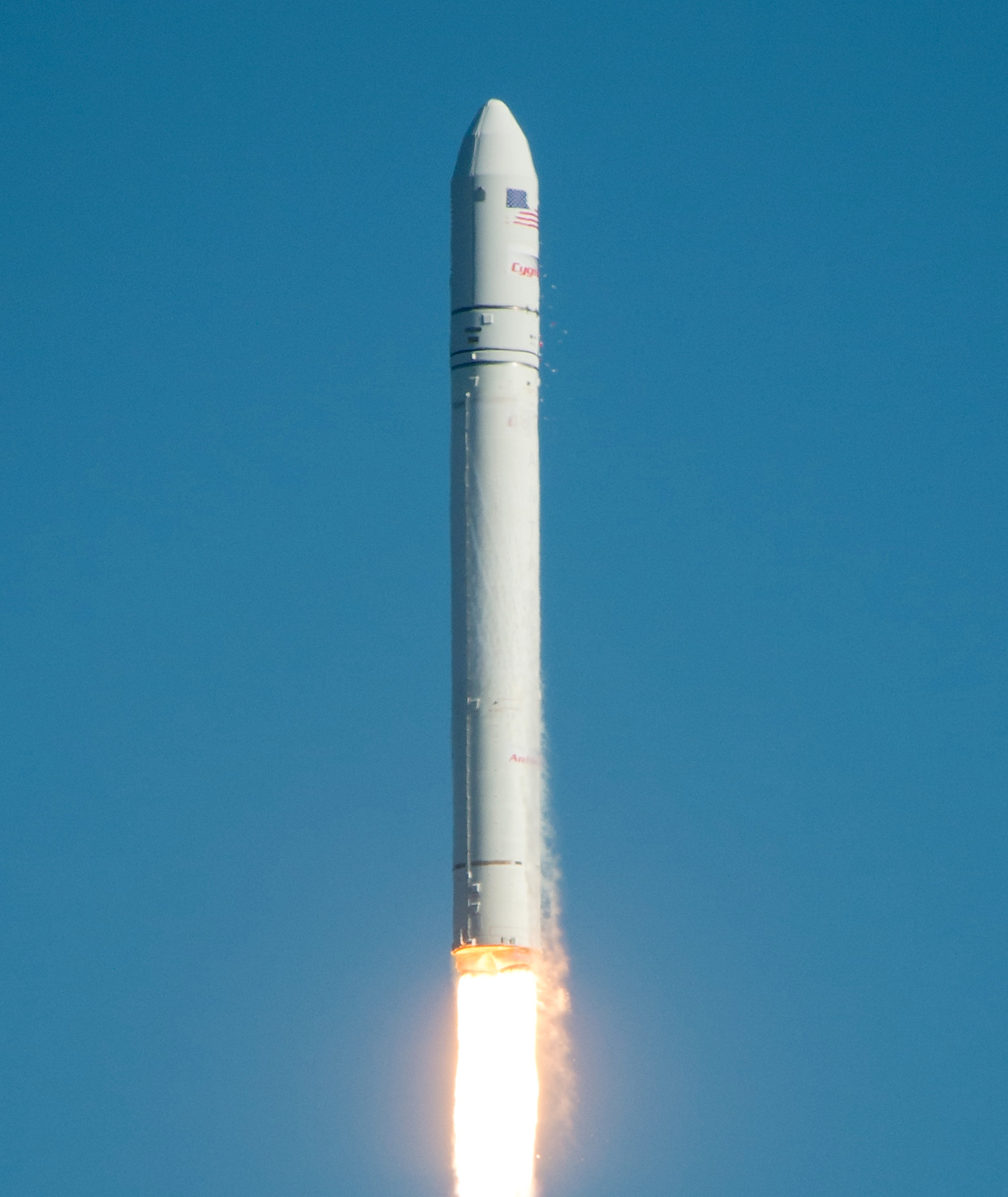
Первый запуск ракеты-носителя Antares 110 21 апреля 2013 г.

Первый пуск был запланирован на третий квартал 2011 года со стартового комплекса LP-0А в Среднеатлантическом региональном космопорте, позже переносился на февраль 2012, затем на лето того же года. Первый тестовый запуск был назначен на 17 апреля 2013 года.
17 апреля 2013 года запланированный пуск отменён за 12 минут до старта из-за технической неисправности: произошло самопроизвольное отсоединение кабеля связи от второй ступени ракеты-носителя.
20 апреля 2013 года запланированный пуск отменён из-за неблагоприятных погодных условий: скорость ветра превысила предельно допустимую величину. Следующая попытка пуска состоялась 21 апреля 2013 года в 21:00 GMT. Ракета-носитель «Антарес» успешно вывела на орбиту габаритный макет космического грузовика «Сигнус». Вместе с ним на орбиту были доставлены три малых спутника NASA PhoneSat и один коммерческий наноспутник ДЗЗ.

### Авария 28 октября 2014 года
28 октября 2014 года ракета-носитель «Антарес» была взорвана по решению оператора в связи с аварией ракеты-носителя. Причиной крушения Антареса 31 октября 2014 года стал турбонасосный агрегат двигателя AJ-26, разработанный в самарском ОАО «Кузнецов», модифицированный американской двигателестроительной компанией Aerojet Rocketdyne с технической поддержкой по адаптации двигателя ОАО «Кузнецов». Orbital Sciences Corporation отказалась от использования этих двигателей.. По контракту Orbital Sciences должна была получить 20 таких двигателей от Aerojet Rocketdyne. К моменту аварии было поставлено 10.

## Стартовые площадки
- Среднеатлантический региональный космопорт, стартовый комплекс LP-0B. Расположен на территории принадлежащего НАСА Центра полётов Уоллопс, полуостров Делмарва, штат Виргиния.

## Список запусков
| №               | Ракета-носитель | Дата и время запуска (UTC) | Полезная нагрузка                     | Примечания | Видео  |
| --------------- | --------------- | -------------------------- | ------------------------------------- | --- | ------ |
| 1               | Антарес-110     | 21.04.2013, 21:00          | Массо-габаритный макет корабля Cygnus | Макет (~3800 кг) корабля Cygnus был выведен на орбиту первым испытательным пуском ракеты-носителя «Антарес». |        |
| 2               | Антарес-110     | 18.09.2013, 14:58          | Cygnus Orb-D1                         | Первый, демонстрационный, запуск корабля Cygnus к МКС по программе COTS. | [ 45 ] |
| 3               | Антарес-120     | 09.01.2014, 18:07          | Cygnus CRS Orb-1                      | Первый коммерческий запуск корабля Cygnus к МКС по программе CRS. Первый пуск «Антареса» с модификацией второй ступени Castor 30B. | [ 47 ] |
| 4               | Антарес-120     | 13.07.2014, 16:52          | Cygnus CRS Orb-2                      | Второй коммерческий запуск корабля Cygnus к МКС по программе CRS. Запуск неоднократно переносился, в связи с аварией при огневых стендовых испытаниях двигателя AJ-26, который используется на первой ступени ракеты-носителя. |        |
| 5               | Антарес-130     | 28.10.2014, 22:22          | Cygnus CRS Orb-3                      | Третий коммерческий запуск корабля Cygnus к МКС по программе CRS. Первый пуск «Антареса» с модификацией второй ступени Castor 30B. Неудачный запуск в связи с неполадками в турбонасосном агрегате на 6й секунде после запуска двигателей, падение в непосредственной близости от пусковой установки, незначительные повреждения на стартовом комплексе. | [ 58 ] |
| 6               | Антарес-230     | 17.10.2016, 23:45          | Cygnus CRS OA-5                       | Шестой коммерческий запуск корабля Cygnus к МКС по программе CRS. Первый пуск «Антареса» с модифицированной первой ступенью, на которой установлены российские двигатели РД-181. Первый пуск с работой модифицированной второй ступени Castor 30B. Первый пуск «Антареса» с новой версией грузового корабля.                                             | [ 60 ] |
| 7               | Антарес-230     | 12.11.2017, 12:19          | Cygnus CRS OA-8E                      | Восьмой коммерческий запуск корабля Cygnus к МКС по программе CRS. Запуски кораблей Cygnus CRS ОА-6, Cygnus CRS ОА-7 были выполнен на РН «Атлас-5». |        |
| 8               | Антарес-230     | 21.05.2018, 08:44          | Cygnus CRS OA-9E                      | Девятый коммерческий запуск корабля Cygnus к МКС по программе CRS. |        |
| 9               | Антарес-230     | 17.11.2018, 12:01          | Cygnus CRS NG-10                      | Десятый коммерческий запуск к МКС по контракту CRS. |        |
| 10              | Антарес-230     | 17.04.2019, 20:46          | Cygnus CRS NG-11                      | Одиннадцатый коммерческий запуск к МКС по контракту CRS. Последняя дополнительная миссия корабля Cygnus, из заказанных НАСА после завершения изначального контракта. Последующие миссии (не менее шести) будут выполняться в рамках контракта CRS2. |        |
| 11              | Антарес-230+    | 02.11.2019, 13:59          | Cygnus CRS NG-12                      | Первая миссия по программе CRS2. Первый запуск корабля с помощью обновлённой версии ракеты-носителя «Антарес-230+». | [ 62 ] |
| 12              | Антарес-230+    | 15.02.2020, 20:21          | Cygnus CRS NG-13                      | Второй запуск корабля Cygnus в рамках CRS2. |        |
| 13              | Антарес-230+    | 03.10.2020, 01:16          | Cygnus CRS NG-14                      | Третий запуск корабля Cygnus в рамках CRS2. |        |
| 14              | Антарес-230+    | 20.02.2021, 17:36          | Cygnus CRS NG-15                      | Четвёртый запуск корабля Cygnus в рамках контракта CRS2. |        |
| 15              | Антарес-230+    | 10.08.2021, 21:55          | Cygnus CRS NG-16                      | Пятый запуск корабля Cygnus в рамках контракта CRS2. |        |
| 16              | Антарес-230+    | 19.02.2022, 17:40          | Cygnus CRS NG-17                      | Шестой запуск корабля Cygnus в рамках контракта CRS2. |        |
| 17              | Антарес-230+    | 07.11.2022, 10:32          | Cygnus CRS NG-18                      | Первый дополнительный запуск по программе CRS2. |        |
| 18              | Антарес-230+    | 02.08.2023, 00:31          | Cygnus CRS NG-19                      | Второй дополнительный запуск по программе CRS2. Последний запуск ракеты-носителя «Антарес» в модификации Антарес-230+. | [ 69 ] |
| Запланированные |                 |                            |                                       | |        |
| 19              | Антарес-330     | 2024                       | Cygnus CRS NG-23                      | Первый пуск РН с обновлённой первой ступенью производства Firefly Aerospace. |        |

## Аналоги
В следующей таблице приведены характеристики различных ракет-носителей лёгкого класса:
| Ракета-носитель                                                                            | Страна       | Первый полёт | Количество запусков в год (всего) | Широта стартового комплекса | Стартовая масса, т | Масса полезной нагрузки, т | Масса полезной нагрузки, т | Масса полезной нагрузки, т | Успешных пусков | Стоимость пуска, млн |
| Ракета-носитель                                                                            | Страна       | Первый полёт | Количество запусков в год (всего) | Широта стартового комплекса | Стартовая масса, т | НОО¹                       | ССО²                       | ГПО                        | Успешных пусков | Стоимость пуска, млн |
| ------------------------------------------------------------------------------------------ | ------------ | ------------ | --------------------------------- | --------------------------- | ------------------ | -------------------------- | -------------------------- | -------------------------- | --------------- | -------------------- |
| «Рокот»                                                                                    | →            | 20.11.1990   | 1—4 (29)                          | 62° / 46°                   | 107,5              | 2,1                        | 1,6                        |                            | 93 %            | 39—44,6 $            |
| «Днепр»                                                                                    | Флаг Украины | 21.04.1999   | 1—3 (22)                          | 51° / 46°                   | 211                | 3,7                        | 2,3                        |                            | 95 %            | 15 $—30,7            |
| «Стрела»                                                                                   | Флаг России  | 05.12.2003   | 1 (3)                             | 46°                         | 105                | 1,6                        | 1,1                        |                            | 100 %           | 8,5 $                |
| «Вега»                                                                                     | Флаг ЕС      | 13.02.2012   | 1—3 (8)                           | 5°                          | 137                | 2,3                        | 1,6                        |                            | 100 %           | 42 $—59              |
| «Антарес»                                                                                  | Флаг США     | 21.04.2013   | 1—3 (6)                           | 38°                         | 240                | 5,6                        | 4,4                        |                            | 83 %            |                      |
| «Союз-2.1в»                                                                                | Флаг России  | 28.12.2013   | 1 (2)                             | 62°                         | 160                | 2,8                        | 1,4                        |                            | 100 %           | 38 $ (1220 рублей)   |
| «Ангара 1.2»                                                                               | Флаг России  | 09.07.2014   | (1)                               | 62°                         | 171                | 3.8                        |                            |                            | 100 %           |                      |
| ¹ — высота 300 км, наклонение соответствует космодрому; ² — высота 300 км, наклонение 98°. |              |              |                                   |                             |                    |                            |                            |                            |                 |                      |